# 1997 XA12
1997 XA12 är en asteroid i huvudbältet som upptäcktes den 5 december 1997 av LINEAR i Socorro County, New Mexico.
Asteroiden har en diameter på ungefär 3 kilometer.